# Округ Ајова (Висконсин)
Ајова (енгл. Iowa County) је округ у америчкој савезној држави Висконсин.

## Демографија
По попису из 2010. године број становника је 23.687, што је 907 (4,0%) становника више него 2000. године.
| Група             | 2000.          | 2010.          |
| Белци             | 22.428 (98,5%) | 22.904 (96,7%) |
| Афроамериканци    | 38 (0,2%)      | 87 (0,4%)      |
| Азијати           | 78 (0,3%)      | 129 (0,5%)     |
| Хиспаноамериканци | 75 (0,3%)      | 336 (1,4%)     |
| Укупно            | 22.780         | 23.687         |